# Vřesovice (Olomouc)
Vřesovice è un comune della Repubblica Ceca facente parte del distretto di Prostějov, nella regione di Olomouc.